# Fyzikální systém
Fyzikální systém nebo fyzikální soustava (nebo zkráceně systém či soustava, pokud je z kontextu patrné, že se jedná o fyzikální soustavu) označuje ve fyzice množinu všech objektů (např. těles, částic, hmotných bodů, elektrických nábojů nebo proudů, látek apod.), k nimž se přistupuje jako k celku a které jsou součástí určitého problému. Fyzikální systém tedy označuje část vesmíru, která se nějakým způsobem týká řešeného fyzikálního problému.
Vše nacházející se mimo daný systém se označuje jako okolí (systému). Okolí systému se při řešení daného problému zanedbává, kromě vlivů, které má toto okolí na systém. Rozhodnutí, které části jsou součástí systému a které patří do jeho okolí, je třeba učinit na základě analýzy daného problému (obvykle závisí na zvolených metodách, které budou při řešení použity). Pokud lze interakci mezi systémem a okolím zanedbat, označuje se systém jako izolovaný.
Na rozhraní systému a okolí leží hranice systému.
Fyzikální systém sice často označuje nějaké konkrétní (makroskopické) zařízení (např. kladku nebo nějaký stroj), obecně však může označovat jakoukoliv studovanou část reality, např. atom, vodu v jezeře nebo také vodu v části jezera apod. Systémem může být nejen oblast prostoru obsahující hmotné objekty, ale také vakuum (při studiu vakua v kvantové fyzice).

## Druhy systémů
Podle vztahu k okolí rozeznáváme
- izolovaný systém - izolovaný systém se svým okolím nevyměňuje hmotu ani energii.
- uzavřený systém - mezi systémem a okolím se vyměňuje energie (ve formě tepla nebo práce), ale ne hmota. Jako kladná se bere energie do systému vstupující, záporná ze systému vystupuje.
- otevřený systém - s okolím vyměňuje hmotu i energii. Pokud z otevřeného systému vystupuje stejné množství (hmotnost) hmoty jako do něj vstupuje, jedná se o systém s ustáleným tokem.

Podle vnitřního uspořádání dělíme systémy na
- homogenní systém - v celém systému jsou vlastnosti konstantní, nebo se mění spojitě
- heterogenní systém - vlastnosti se v některých místech systému mění skokem. Část systému s homogenními vlastnostmi se nazývá fáze.

Další příklady fyzikálních systémů:
- Soustava hmotných bodů
- Optický systém
- Termodynamický systém
- Referenční soustava
- Inerciální soustava
- Neinerciální soustava
- Laboratorní soustava